# Ford Flex
Ford Flex — полноразмерный кроссовер производства Ford Motor. Его дизайн основан на дизайне Ford Fairlane, представленном на Нью-Йоркском международном автосалоне 2005 года. Серийный автомобиль был представлен на Нью-Йоркском международном автосалоне 2007 года. Продаваться Flex начал летом 2008 года как модель 2009 года. Flex производится на том же сборочном конвейере, что и кроссоверы Edge и Lincoln MKX, на Оквиллском сборочном заводе в Оквилле (Онтарио), откуда первый Flex вышел в начале июня 2008 года. Он пришёл на смену минивэну Ford Freestar, поэтому стал первым кроссовером Ford, совместившим в себе свойства минивэна и внедорожника. Flex продаётся только в США, Канаде и на Ближнем Востоке.

## Интерьер
Ford Flex 2009 года имеет семь мест для сидения, включая регулируемые и съёмные подставки для ног у пассажиров на заднем сиденье. Сиденья второго и третьего ряда складываются к полу. Автомобиль имеет характерный для кроссоверов необязательный внутренний «минихолодильник» в средней стойке между сиденьями второго ряда. Управляемая голосом система связи и развлечений, называемая Ford Sync и разработанная совместно с Microsoft, объединяет функции сотового телефона, спутникового радио СИРИУС, проигрывателя компакт-дисков, DVD-дисков и других носителей и навигационной системы. Интерьер освещается программируемым «светом под настроение», имеющим семь цветов, а также мультипанелью Vista Roof, похожей на панель в Ford Edge, в качестве потолочного света. Навигационная система находится на жёстком диске для хранения музыки и изображений.

## Продажи в США
| Год  | Объём продаж |
| ---- | ------------ |
| 2008 | 14,457       |
| 2009 | 38,717       |
| 2010 | 34,227       |
| 2011 | 27,428       |
| 2012 | 28,224       |
| 2013 | 25,953       |